# Berkashat
Berkashat (en arménien Բերքաշատ) est une communauté rurale du marz d'Armavir, en Arménie. Elle compte 395 habitants en 2009.